# Berginus pumilus
Berginus pumilus is een keversoort uit de familie boomzwamkevers (Mycetophagidae). De wetenschappelijke naam van de soort werd in 1863 gepubliceerd door John Lawrence LeConte.